# Attalos III
Attalos III(trong tiếng Hy Lạp: Attalos III) Philometor Euergetes (khoảng 170 TCN - 133 TCN) là vị vua cuối cùng của triều đại Attalos ở Pergamon, cầm quyền từ 138 TCN đến 133 TCN.
Ông là con trai của Eumenes II và Stratonice của Pergamon và cháu trai của Attalus II, người mà ông đã kế vị. Kết hôn với Berenice (?) (Trong Βερενίκη Hy Lạp), họ là cha mẹ của một người con gái, công chúa của Pergamum (người ta cho rằng là một con gái từ khi Attalos III được ghi nhận là chết mà không có người thừa kế để lại), mẹ của một người cũng tên là Berenice (?), kết hôn với Deiotaros I Philoromaios, vua của Galatia.
Attalos III đã dành rất ít thời gian cho việc cai trị Pergamon, ông dành thời gian của mình để nghiên cứu y học, thực vật học, làm vườn, và hoạt động khác. Ông không có con trai hoặc người thừa kế của riêng mình, và yêu cầu của ông là để lại vương quốc của mình cho nước Cộng hoà La Mã. Tiberius Gracchus yêu cầu Kho báu của Pergamon được mở ra cho công chúng La Mã, nhưng viện nguyên lão từ chối điều này.
Không phải tất cả mọi người ở Pergamon chấp nhận sự cai trị của Roma. Aristonikos, người tuyên bố là em trai của Attalos cũng như con trai của Eumenes II, một vị vua trước đó, đã dẫn đầu một cuộc nổi dậy trong các tầng lớp thấp hơn với sự giúp đỡ của Blossius. cuộc nổi dậy này đã bị dập tắt năm 129 TCN, và Pergamon được phân chia giữa Roma, Pontus, và Cappadocia.